# Комэнешти
Комэне́шти (рум. Comăneşti) — город в Румынии, в жудеце Бакэу.

## Экономика
В 2003 году уровень безработицы составлял 18,1%, что намного выше, чем в среднем по стране, и город был объявлен экономически неблагополучным в регионе.
Город находится в центре крупного угольного месторождения, также есть небольшие запасы нефти. Угольная шахта, в которой в 1989 году работало около 5000 работников, была закрыта в 2005 году, в результате чего последние 260 шахтёров остались без работы. Другой отраслью промышленности города является лесная промышленность, но большой лесной склад и фабрики были закрыты. На данный момент преобладают малые предприятия.
В последнее время были инициативы по привлечению крупных инвестиций для развития промышленного и туристического секторов города.

## Население
На 2011 год население города составляет 19568 человек.
Национальный состав:
- Румыны — 97,83%
- Цыгане — 1,66%
- Прочие — 0,51%

## Галерея
- Центр города
- Дворец князя Гика
- Центр города